# オーストリアとコソボの関係
オーストリアとコソボの関係（オーストリアとコソボのかんけい）では、オーストリアとコソボの外交関係について記載する。 オーストリア首都のウィーンにはコソボ大使館があり、コソボ首都のプリシュティナにはオーストリア大使館がある。
オーストリアは、2008年2月28日コソボの独立を承認した。

## 軍事
オーストリア軍606人がNATOの一員としてKFORに参加している。